# Clauskinderen
Clauskinderen (ook Claeskerke) was een dorp op het eiland Schouwen, in Schouwen-Duiveland in de Nederlandse provincie Zeeland. Het dorp lag in de Burgh en Westlandpolder op het deel van Schouwen dat Zuidland werd genoemd.

## Geschiedenis
Het gebied werd begin 13e eeuw bedijkt. De parochie Clauskinderen werd in 1328 genoemd en had een kerk met Sint Nicolaas als schutspatroon. Het dorp zal zijn gesticht door de kinderen van ene Claus of Klaas.
De geul De Hammen verplaatste zich in de middeleeuwen steeds meer noordwaarts, waardoor de kust werd uitgehold. De dijk hield bij de stormvloed van 14 december 1511 geen stand en Clauskinderen ging verloren.